# Harry Blümel
Harry Blümel (* 27. Juni 1964 in Wien) ist ein österreichischer Sänger, Moderator und Entertainer. Von 1977 bis 1989 war er als Radrennfahrer aktiv.

## Radsport
Als Radsportler fuhr Harry Blümel in Teams gemeinsam mit Leo Karner, Franz Spilauer, Kurt Zellhofer, Herbert Spindler, Helmut Wechselberger, Bernhard Rassinger, Armin Purner, Mario Traxl und seinem Bruder Andreas Blümel und gehörte von 1981 bis 1989 zur Rad-Nationalmannschaft Österreichs.
1985 wurde Blümel im Wiener Ferry-Dusika-Stadion Staatsmeister in der 4000-Meter-Mannschaftsverfolgung mit Franz Gantioler, Herbert Spindler und Bernhard Rassinger, 1987 in Donnerskirchen Staatsmeister im 100-km-Mannschaftszeitfahren mit Helmut Wechselberger, Bernhard Rassinger und Andreas Blümel, 1988 in Voitsberg Staatsmeister im Mannschaftszeitfahren mit Mario Traxl, Wolfgang Höfer und Andreas Blümel.
Ein weiterer Staatsmeistertitel wurde Harry Blümel 1985 beim Straßenrennen in Aflenz durch eine heftig umstrittene Entscheidung der Rennleitung aberkannt. Er fuhr als Sieger freihändig jubelnd mit etwa 30 Metern Vorsprung auf seine damaligen Teamkollegen Bernhard Rassinger und Herbert Spindler über die Ziellinie, was damals bei Straßenrennen in Österreich nur mit mehr als 100 Metern Vorsprung erlaubt war. Harry Blümel wurde daraufhin auf den dritten Platz – hinter Rassinger und Spindler – versetzt.
Harry Blümel bestritt 1984, 1985, 1986, 1988 die Österreich-Rundfahrt und trug bei der Niedersachsen-Rundfahrt 1989 zum letzten Mal das Trikot der österreichischen Nationalmannschaft.

## Moderator, Journalist und Sänger
Ab 1989 arbeitete Harry Blümel als Moderator und Journalist. 2002 trat er auch als Sänger auf. 2003 erschien sein erster eigener Song Radlfoan, nachdem er zuvor ausschließlich Cover-Versionen mit Oldies von Elvis Presley, Dean Martin und Roy Black gesungen hatte. Von dem Song Radlfoan wurde später auch ein Music-Video-Clip produziert und veröffentlicht. Blümel nahm mehrere CDs auf; unter anderem präsentierte er 2002 unter dem Titel Swingin' Santa eine CD mit modernen englischsprachigen Weihnachtsliedern.
Von Juli bis September 2007 erschienen in Zusammenarbeit mit dem Wiener Komponisten und Musikproduzenten Chris Duchatschek (u. a. Sound of Vienna, Solo por ti, Con esperanza) die Songs
- Big Time (Musik: Chris Duchatschek, Text englisch: Karin Friedl, Text deutsch: Harry Blümel) und
- Groovy Twist (Musik und Text: Harry Blümel, Chris Duchatschek, Uli Ulrich) mit Blümel als Sänger.

Im April 2011 wurden die Songs Sommer am Neusiedler See und Sommer am Starnberger See veröffentlicht, Versionen von Cuando sali de Cuba (Musik und Text: Picca Luis Maria Aguilera) mit deutschen Texten von Harry Blümel, der auch als Sänger fungierte.
2013 komponierte und textete Harry Blümel den Niederösterreich-Walzer. Die CD mit Blümel als Sänger wurde am 10. Oktober 2013 gemeinsam mit Niederösterreichs Landeshauptmann Erwin Pröll vorgestellt.
Am 1. August 2021 veröffentlichte Harry Blümel seine CD 19 Lieder – 19 Tänze mit neuen Kompositionen von Polly Seda und Harry Blümel sowie deutschsprachigen Texten und Gesang von Harry Blümel.
Am 6. August 2025 veröffentlichte Harry Blümel seine CD 17 Retro-Schlager mit neuen Kompositionen von Polly Seda und Harry Blümel sowie deutschsprachigen Texten und Gesang von Harry Blümel.